# András Rédli
András Rédli (n. 21 octobrie 1983, Tapolca) este un scrimer maghiar specializat pe spadă, campion european în 2014. Cu echipa Ungariei a fost campion mondial în 2013 și campion european în 2010.

## Legături externe
- Prezentare Arhivat în 24 septembrie 2015, la Wayback Machine. la Confederația Europeană de Scrimă